# Evening Standard British Film Award/Peter-Sellers-Preis
Evening Standard British Film Award: Peter-Sellers-Preis
Der Peter-Sellers-Preis (Peter Sellers Award for Comedy) ist ein Filmpreis, der seit 1981 zu Ehren des verstorbenen Schauspielers Peter Sellers im Rahmen der Verleihung der Evening Standard British Film Awards vergeben wird. Ausgezeichnet werden herausragende Filme und Schauspieler sowie Drehbuchautoren und Regisseure von Komödien. Die häufigsten Preisträger sind Bill Forsyth, Bill Nighy und Hugh Grant, die den Preis je zweimal gewinnen konnten. Mit Sally Hawkins erhielt 2009 erstmals eine Frau diese Auszeichnung.
| Jahr | Preisträger                                        | Filmtitel                                                                           | Deutscher Verleihtitel                                          |
| ---- | -------------------------------------------------- | ----------------------------------------------------------------------------------- | --------------------------------------------------------------- |
| 1981 | Leonard Rossiter (Darsteller)                      | Rising Damp                                                                         | nicht bekannt                                                   |
| 1982 | Bill Forsyth (Regie und Drehbuch)                  | Gregory’s Girl                                                                      | Gregorys Girl                                                   |
| 1983 | Michael Blakemore (Regie)                          | A Personal History of the Australian Surf                                           | nicht bekannt                                                   |
| 1984 | Bill Forsyth (Regie und Drehbuch)                  | Local Hero                                                                          | Local Hero                                                      |
| 1985 | Denholm Elliott (Darsteller)                       | Trading Places                                                                      | Die Glücksritter                                                |
| 1986 | Michael Palin (Darsteller)                         | A Private Function                                                                  | Magere Zeiten – Der Film mit dem Schwein                        |
| 1987 | John Cleese (Darsteller)                           | Clockwise                                                                           | Clockwise – Recht so, Mr. Stimpson                              |
| 1988 | David Leland (Regie und Drehbuch)                  | Wish You Were Here Personal Services                                                | Wish You Were Here – Ich wollte, du wärst hier Personal Service |
| 1989 | Charles Crichton (Regie)                           | A Fish Called Wanda                                                                 | Ein Fisch namens Wanda                                          |
| 1990 | Mike Leigh (Regie und Drehbuch)                    | High Hopes                                                                          | Hohe Erwartungen                                                |
| 1991 | Robbie Coltrane (Darsteller)                       | Nuns on the Run                                                                     | Nonnen auf der Flucht                                           |
| 1992 | Dick Clement Roddy Doyle Ian La Frenais (Drehbuch) | The Commitments                                                                     | Die Commitments                                                 |
| 1993 | –                                                  | Peter’s Friends                                                                     | Peter’s Friends                                                 |
| 1994 | Les Blair (Regie und Drehbuch)                     | Bad Behaviour                                                                       | nicht bekannt                                                   |
| 1995 | Hugh Grant (Darsteller)                            | Four Weddings and a Funeral                                                         | Vier Hochzeiten und ein Todesfall                               |
| 1996 | Peter Chelsom (Regie und Drehbuch)                 | Funny Bones                                                                         | Funny Bones – Tödliche Scherze                                  |
| 1997 | Mark Herman (Regie und Drehbuch)                   | Brassed Off                                                                         | Brassed Off – Mit Pauken und Trompeten                          |
| 1998 | Antony Sher (Darsteller)                           | Mrs Brown                                                                           | Ihre Majestät Mrs. Brown                                        |
| 1999 | Bill Nighy (Darsteller)                            | Still Crazy                                                                         | Still Crazy                                                     |
| 2000 | –                                                  | Notting Hill                                                                        | Notting Hill                                                    |
| 2001 | Peter Lord Nick Park (Regie und Drehbuch)          | Chicken Run                                                                         | Chicken Run – Hennen rennen                                     |
| 2002 | Hugh Grant (Darsteller)                            | Bridget Jones’s Diary                                                               | Bridget Jones – Schokolade zum Frühstück                        |
| 2003 | Keith Fulton Louis Pepe (Regie)                    | Lost in La Mancha                                                                   | Lost in La Mancha                                               |
| 2004 | Bill Nighy (Darsteller)                            | Love Actually                                                                       | Tatsächlich… Liebe                                              |
| 2005 | Simon Pegg (Darsteller)                            | Shaun of the Dead                                                                   | Shaun of the Dead                                               |
| 2006 | Tom Hollander (Darsteller)                         | Pride & Prejudice                                                                   | Stolz und Vorurteil                                             |
| 2007 | Sacha Baron Cohen (Darsteller)                     | Borat: Cultural Learnings of America for Make Benefit Glorious Nation of Kazakhstan | Borat                                                           |
| 2008 | Preis nicht vergeben                               | Preis nicht vergeben                                                                | Preis nicht vergeben                                            |
| 2009 | Sally Hawkins (Darstellerin)                       | Happy-Go-Lucky                                                                      | Happy-Go-Lucky                                                  |
| 2010 | Sacha Baron Cohen (Darsteller)                     | Brüno                                                                               | Brüno                                                           |
| 2011 | Roger Allam (Darsteller)                           | Tamara Drewe                                                                        | Immer Drama um Tamara                                           |
| 2012 | John Michael McDonagh (Regie und Drehbuch)         | The Guard                                                                           | The Guard – Ein Ire sieht schwarz                               |
| 2013 | Ben Wheatley (Regie)                               | Sightseers                                                                          | Sightseers                                                      |